# أحمد هاشم عبد العيساوي
أحمد هاشم عبد العيساوي ( العربية: أحمد هاشم عبد العيساوي ) كان إرهابيًا من تنظيم القاعدة يعمل في العراق في أوائل العقد الأول من القرن الحادي والعشرين. يُزعم أنه كان العقل المدبر للكمين وقتل أربعة متعاقدين عسكريين أمريكيين ثم تم سحب جثثهم من قبل حشد تم تشكيله تلقائيًا وتعليقها على الجسر القديم فوق نهر الفرات في الفلوجة بالعراق. في سبتمبر 2009، ألقى فريق من قوات البحرية الأمريكية القبض على العيساوي في غارة ليلية في الفلوجة، ووجهت إليه تهمة تدبير عمليات القتل. احتجز لفترة من الوقت من قبل مجتمع الاستخبارات الأمريكي واتهم بعض قوات البحرية الأمريكية الذين أسروه بإساءة معاملته أثناء احتجازه في معسكر شويدلر. تم تسليم العيساوي لاحقًا إلى السلطات العراقية وكان ينتظر محاكمته عندما أدلى بشهادته في إحدى المحاكم العسكرية الناتجة عن ذلك عام 2010. وقد عقدت محاكمته في وقت ما قبل نوفمبر/تشرين الثاني 2013، وتم إعدام العيساوي شنقًا بتهمة ارتكاب جرائم القتل.

## دور مزعوم في كمين الفلوجة عام 2004
في 31 مارس 2004، نصب المتمردون العراقيون كمينًا لقافلة مخصصة لحماية مقدمي الطعام ESS الذين كانوا يزودون القواعد العسكرية الأمريكية بالقرب من الفلوجة. قُتل أربعة متعاقدين مسلحين من القطاع الخاص يعملون كحراس أمن لشركة بلاك ووتر يو إس إيه – سكوت هيلفينستون وجيري زوفكو ويسلي باتالونا ومايكل تيج – بنيران مدفع رشاش وقنبلة يدوية ألقيت عبر نافذة سياراتهم الرياضية متعددة الاستخدامات. تم سحب جثثهم من حطام سياراتهم المحترق وتشويهها وسحبها عبر الشوارع بواسطة حشد عفوي يتكون إلى حد كبير من المراهقين والفتيان. تم تعليق جثتين من الجسر فوق نهر الفرات بينما احتفل الحشد في الأسفل. صوّر الإعلام الدولي صورًا للخسائر المروعة التي أعقبت الهجوم، مما لفت الانتباه إلى قضايا المتعاقدين من القطاع الخاص ، مما دفع إلى إطلاق عملية العزم اليقظ، التي تطورت إلى معركة الفلوجة الأولى. وقد عُثر على جثثهم قرب مشارف بغداد في أوائل أبريل.
كان أبو مصعب الزرقاوي مشتبهًا به في الأصل باعتباره منظم الكمين لأنه كان معروفًا بتخطيطه لهجمات إرهابية وكان يُعتقد أنه موجود في المنطقة. ومع ذلك، كانت أجهزة الاستخبارات متشككة، لأن الاستعراض في بث صور تدنيس جثث الضحايا لم يكن من سمات الزرقاوي، الذي كان أسلوبه المعتاد هو تسريب معلومات إلى قناة الجزيرة تفيد بأنه خطط لهجوم بعد أسابيع قليلة من وقوعه. واستنادًا إلى تقارير الاستخبارات، اتهمت السلطات الأمريكية في النهاية أحمد هاشم عبد العيسوي بتدبير الكمين، واتُهم بالقتل عند القبض عليه. إن وحشية الكمين وتدنيس رفات الضحية أكسبت العيساوي لقب "جزار الفلوجة"، ولكن هذا اللقب لم يكن إلا داخل الدوائر العسكرية والاستخباراتية الأميركية وليس بين سكان الفلوجة، الذين دعم معظمهم التمرد لإزالة الاحتلال العسكري الأميركي من بلادهم.  شكلت عمليات قتل بلاك ووتر بداية التنافس المزعوم بين أحمد هاشم والزرقاوي و"رحلته الدموية نحو قمة قيادة القاعدة". ووصف كتاب باتريك روبنسون عن أسر العيساوي بأنه "بدأ شخصيًا في الشوارع المليئة بالأنقاض أسوأ قتال متلاحم في الحرب بأكملها"، مما أدى إلى إنشاء "المنطقة الأكثر عنفًا في العراق بأكمله... [حيث] تولى القاتل السني المجنون العيساوي سيطرة فضفاضة ومرعبة".
في سبتمبر/أيلول 2004، كان الزرقاوي هو الهدف "الأعلى أولوية" في الفلوجة بالنسبة للجيش الأميركي؛ وقد توفي في عملية قتل مستهدفة في يونيو/حزيران 2006 عندما أسقطت طائرة تابعة للقوات الجوية الأميركية قنبلتين زنة كل منهما 500 رطل (230 كيلوغراماً). (كجم) قنابل موجهة على المنزل الآمن الذي كان يحضر فيه اجتماعًا. حل محله العيساوي كهدف رئيسي، بعد إحاطة من قائد فريق القوات الخاصة البحرية رقم 4.

## يأسر
بعد خمس سنوات من الكمين، في سبتمبر/أيلول 2009، داهم فريق من قوات النخبة البحرية منزلاً بحثاً عن العيساوي، الذي كان في ذلك الوقت هدفاً عالي القيمة لجمع المعلومات الاستخباراتية والإرهابي الأكثر طلباً في العراق.  تمكن جندي العمليات الخاصة من الدرجة الثانية ماثيو مكابي من تحديد مكان رجل يطابق وصف العيساوي، وكان الرجل يمد يده إلى مسدس. واتباعًا للأوامر بالقبض على العيساوي إذا أمكن، ومع تحمل المخاطر الشخصية، تمكن مكابي من إخضاع العيساوي وتم احتجازه في ما تم الإبلاغ عنه في البداية على أنه عملية "مثالية".

### ادعاءات الإساءة
بعد سجنه في معسكر شويدلر، زعم العيساوي، مع وجود دماء على شفته وقميصه، أنه تعرض لإساءة المعاملة كمعتقل. ووفقًا للسلطات الأمريكية، فإن دليلًا جهاديًا تم اكتشافه في عام 2000 يوجه العملاء الأسرى للادعاء فورًا بأنهم تعرضوا لسوء المعاملة. قدم ضابط الصف من الدرجة الثالثة MA3 كيفن دي مارتينو الذي كان مسؤولاً عن الإشراف على العيساوي، وتركه دون إشراف في انتهاك للإجراءات، تأكيدًا على أن مكابي ضرب العيساوي في المعدة بينما فشل أفراد فريق SEALs الآخرون في التدخل. تم استجواب أعضاء فريق SEALs وتشجيعهم على الاعتراف بارتكاب جرائم مقابل تلقي عقوبة غير قضائية، والتي رفضوها ومارسوا حقهم في المطالبة بمواجهة محاكمة عسكرية. واجه مكابي وجوناثان كايف وخوليو هويرتاس في النهاية محاكمة عسكرية بتهم تشمل الاعتداء (مكابي فقط)، والإدلاء ببيان رسمي كاذب، والتقصير في أداء الواجب بسبب الفشل المتعمد في حماية المحتجز.

### المحاكم العسكرية
قدم أعضاء فريق القوات الخاصة البحرية (SEAL Team) شهاداتهم حول شخصية أفراد القوات الخاصة البحرية (SEALs) وما شهدوه. وشمل ذلك كارل هيجبي، الذي شارك في القبض على العيساوي وكتب كتابين عن الغارة وما تلاها. كتب العشرات من المشرعين الجمهوريين إلى وزير الدفاع روبرت جيتس والرئيس باراك أوباما ورئيس هيئة الأركان المشتركة الأدميرال مايكل مولن طالبين تدخلهم؛ دعا دانا روهراباشر (جمهوري من كاليفورنيا) البنتاغون إلى إسقاط جميع التهم الموجهة إلى أفراد القوات الخاصة البحرية (SEALs)، وهي دعوة رددتها مجموعات مثل Move America Forward وفي وسائل الإعلام المحافظة. كان دان بيرتون (جمهوري من إنديانا) على استعداد للإدلاء بشهادته لصالح مكابي حول الدعم العام لأفراد القوات الخاصة البحرية (SEALs) والغضب من محاكمتهم. قُدِّمت ادعاءاتٌ حول تأثيرٍ غير قانونيٍّ على القيادة، زاعمةً أن اللواء تشارلز كليفلاند قد خضع لتأثيرٍ غير مناسب بصفته السلطةَ المُنظِّمة للمحاكمة العسكرية بدلًا من رفضها. وقد رُفِضت هذه الادعاءات في محاكمة مكابي العسكرية، إلا أن الاعتقاد بأن القرارات كانت مدفوعةً بظلال أبو غريب لا يزال قائمًا في بعض الأوساط. كان العقيد دوايت سوليفان، الحاصل على وسام الصليب الأحمر الأمريكي (USMCR) ، كبيرَ مستشاري الدفاع للولايات المتحدة في لجنة غوانتانامو العسكرية من عام 2005 إلى عام 2007، وحضر المحاكمة العسكرية؛ وقد سجّل ملاحظاته وتحليلاته في مدونته CAAFlog.
يمكن تقسيم الأدلة المقدمة في محاكمة مكابي العسكرية إلى أربع فئات رئيسية: شهادة فيديو من العيساوي بصفته الضحية المزعومة، وشهادة مباشرة من دي مارتينو بشأن الاعتداء المزعوم، وشهادة وأدلة شخصية من أعضاء فريق القوات الخاصة البحرية وشهود آخرين، والأدلة الطبية. تم تشغيل شهادة العيساوي المسجلة للمحكمة أولاً، والتي زعم فيها أنه "بينما كان مقيد اليدين ومعصوب العينين، تعرض للركل في البطن وسقط على الأرض ... [ثم] ركل عدة مرات أخرى وهو على الأرض." أثناء تشغيل الفيديو، استخدم الدفاع حاملًا لعرض ما وصفه بالتناقضات في شهادة ' . ثم قُدِّمت أدلة على تورط ' المشتبه به في مجازر الفلوجة، وقُدِّمت شهادة تُشير إلى أنه "يُعتقد أنه قتل مئات العراقيين" ، وأنه اكتسب لقب "القاتل" بين العراقيين، لما يُقال عن قيامه "بتسليم جثث ضحاياه المقطوعة الرؤوس إلى عتبات منازل عائلاتهم". وشهد ضابط المفرزة المسؤول، القائد المباشر لكلٍّ من مكابي ودي مارتينو، لصالح الحكومة بموجب منحة حصانة ، بأنه لاحظ دمًا على شفة العيساوي. وخلال الاستجواب المتبادل من قِبَل الدفاع، أشار إلى أن العيساوي كان "يُبالغ في الأمر" ويتظاهر بالإصابات، وقال إن المعتقل "مصَّ القرحة في فمه ليخلط الدم بلعابه ثم بصقه بعد أن سمع أصواتًا عراقية"؛ وأكد جراح فم أن الدم ربما يكون ناتجًا عن عض قرحة في الفم . في محكمة هويرتاس العسكرية، عُرضت كدليل صور لوجه وجسم العيساوي "المأخوذة في الأيام التي تلت الهجوم المزعوم مباشرة"، وأظهرت "جرحًا واضحًا داخل شفته ولكن لا توجد علامات واضحة للكدمات أو الإصابات في أي مكان آخر". وبالتالي، ومع ادعاء الركلات المتكررة غير المدعومة بأدلة مادية والشهادة على أن الشفة النازفة ربما كانت ذاتية، زعم كل من الدفاع وبعض التعليقات اللاحقة أن العيساوي كان يتبع التوجيهات الواردة في دليل القاعدة للادعاء بسوء المعاملة.
بعد أسره، كان من المقرر تسليم العيساوي إلى السلطات العراقية، لكنها لم تتمكن من استلامه حتى صباح اليوم التالي، مما اضطرها إلى احتجازه في معسكر شويدلر، الذي يفتقر إلى منشأة احتجاز مناسبة. تولى دي مارتينو مسؤولية العيساوي على الرغم من نقل قائد السلاح الثاني إلى الولايات المتحدة، واعترف خلال شهادة مباشرة بأنه كان نتيجة لذلك مقصّرًا في أداء واجبه سواءً بقبوله السجين أو تركه دون رعاية. ووفقًا لفوكس نيوز ، فإن رواية دي مارتينو للأحداث والمحادثات اللاحقة تناقضت مع "سلسلة من الشهود ... كثير منهم من قوات البحرية الخاصة"، الذين وصفوه بأنه "غير مستقر" و"شاهد غير موثوق به". كتب سوليفان أن "شهادة دي مارتينو كانت على الأرجح أهم جزء في المحاكمة العسكرية" وأن معظم التناقضات بين شهادته وشهادات الشهود الآخرين "ليست من النوع الذي قد يختلف فيه شخصان في سرد ذكريات صادقة. بل لإدانة المتهم، يجب على الأعضاء تصديق أن عددًا من الضباط وضباط الصف — من قوات النخبة البحرية (SEALS) ومن غيرهم — يكذبون". قدّم الادعاء الضابط السابق الذي كان يرأس دي ' كشاهد دحض، والذي وصف مرؤوسه السابق بأنه "أحد أفضل بحارتي — يمكنني الاعتماد عليه في أي شيء". ووصف محامي الدفاع الادعاء بأنه "يطلب من هيئة المحلفين تصديق أقوال إرهابي وبحار اعترفا في البداية بالكذب بشأن الحادث". بعد انتهاء قضية الحكومة، وحتى دون عرض مرافعة الدفاع كاملةً، أشار سوليفان إلى أنه "بناءً على الأدلة المقدمة حتى الآن... أستنتج أن الحكومة لم تُثبت قضيتها بما لا يدع مجالاً للشك المعقول. في الواقع، لو كانت هذه قضية مدنية، لوجدتُ أن الدفاع ينتصر في ظل غلبة معيار الأدلة حتى قبل الاطلاع على مرافعة الدفاع كاملةً."
تمت تبرئة الرجال الثلاثة، وتم عقد محاكمات عسكرية لكيفي وهويرتا في العراق للسماح للعيساوي بالإدلاء بشهادته شخصيًا. انتقدت التعليقات في وسائل الإعلام المحافظة البحرية لتعاملها مع مزاعم الإساءة. على سبيل المثال، وصف راي هارتويل القيادة العسكرية الأمريكية بأنها استجابت تمامًا كما كان يأمل العيساوي عندما "لعب بورقة الإساءة"، من خلال الانقلاب على قواتها. أعرب كيف ومكابي عن آرائهما من خلال تعاونهما مع روبنسون في كتابه بعنوان الشرف والخيانة: القصة غير المروية عن قوات البحرية التي أسرت "جزار الفلوجة" — والمحنة المخزية التي تحملوها لاحقًا . كما أعرب هيجبي عن آرائه، سواء من خلال كتبه وفي المقابلات التي ألقى فيها باللوم في المحاكم العسكرية على إدارة أوباما. يصف كتاب روبنسون القبض على العيساوي والأحداث اللاحقة، وتتضمن المواد المصدرية مقابلات مع سبعة من المحامين المشاركين في محاكمة مكابي؛ وكان الهدف المعلن للمؤلف هو فتح الباب أمام عمل محكمة عسكرية رفيعة المستوى، وهو أمر نادر الحدوث لأنها "سرية في الأساس". أثناء تغطية وقائع الأحداث، أعرب روبنسون أيضًا عن وجهة نظره بأن تجارب مكابي وهويرتاس وكيف كانت "صادمة حيث تركهم قادتهم في الأساس ليجفوا"، ووصف محاكمة مكابي بأنها "سيئة السمعة في ظلمها وإثارتها للغضب في أوساط الجمهور الأمريكي بأكمله". وعلى النقيض من ذلك، قوبلت أحكام التبرئة بالغضب في العراق، حيث وصف رئيس منظمة حمورابي العراقية لحقوق الإنسان المحاكم العسكرية بأنها "مجرد دعاية للعدالة والديمقراطية [الأمريكية]"؛ ونُقل عن عراقي آخر أنه رد على الحكم في محاكمة هويرتاس العسكرية قائلاً إنهم "[t]hey سيطلقون سراحه حتى لو قتل عراقيًا وليس مجرد ضربه".

## موت
كان العيساوي محتجزًا لدى السلطات العراقية وقت إدلائه بشهادته في محاكمتي هويرتاس وكيف العسكرية في أبريل/نيسان 2010. سُئل مباشرةً عن مسؤوليته عن المذبحة والكمين في الفلوجة عام 2004، فأجاب: "لا علاقة لي بهذا". وكانت محاكمته بتهمة تدبير عمليات القتل معلقة وقت الإدلاء بهذه الشهادة. أُعدم العيساوي شنقًا على جرائمه في وقت ما قبل نوفمبر/تشرين الثاني 2013.